# 에풀로피스키움 피셸소니
에풀로피스키움 피셸소니(Epulopiscium fishelsoni, '물고기의 연회에서 Fishelson의 손님')는 그람양성균이고, 검은쥐치(surgeonfish)와 공생 관계이다. 이 박테리아는 그 큰 크기 때문에 잘 알려졌고, 길이는 200-700 μm이고, 80 μm 정도의 지름을 갖고 있다. 1999년 티오마가리타 나미비엔시스가 발견되기 전까지는 알려진 것들 중에서는 가장 큰 박테리아였다.

## 발견
에풀로피스키움은 텔아비브 대학의 이스라엘 과학자 Lev Fishelson에 의해 1985년에 갈색 검은쥐치의 장 내부에서 처음 발견되었다. 그것은 처음에는 그 큰 크기 때문에 원생생물로 분류되었지만 1993년 Angert 등의 rRNA 분석에 의해 세균임이 확인되었다. 에풀로피스키움은 평균적인 짚신벌레 길이의 4배까지 될 수 있다.